# Tipula nigdeensis
Tipula nigdeensis är en tvåvingeart som beskrevs av Bischof 1905. Tipula nigdeensis ingår i släktet Tipula och familjen storharkrankar. Inga underarter finns listade i Catalogue of Life.